# Buitenhaven (Schiedam)
De Buitenhaven is een haven met een lengte van ongeveer een kilometer ten zuiden van het centrum van de Zuid-Hollandse plaats Schiedam.
De Buitenhaven vormt de verbinding tussen de Lange Haven ter hoogte van de Koemarktbrug en de Buitenhavensluis, die toegang geeft tot de Voorhaven en de Nieuwe Maas.
Ten westen van de Buitenhaven ligt sinds 1767 de Plantage, die aan de oostkant wordt begrensd door de Tuinlaan. De tuinen van de woningen van de Tuinlaan grenzen deels aan de Buitenhaven, maar in de loop van de jaren werden ook pakhuizen ten behoeve van de jeneverindustrie gebouwd. Aan de oostelijke oever van de Buitenhaven ligt de Buitenhavenweg. Dit gebied maakt deel uit van het oude bedrijventerrein Nieuw-Mathenesse. Hier waren onder meer de distilleerderij van De Kuyper en de Schiedamse glasfabriek gevestigd.
Aan de zuidkant van de Buitenhaven staat sinds 2006 de Noletmolen. Onder de haven door loopt een 85 meter lange tunnel, tussen de Nolet destilleerderij en het logistiek centrum van de fabriek aan de overzijde. Door de tunnel worden grondstoﬀen en verpakkingsmaterialen aangevoerd. De andere kant op gaan de verpakte producten naar het logistiek centrum. 

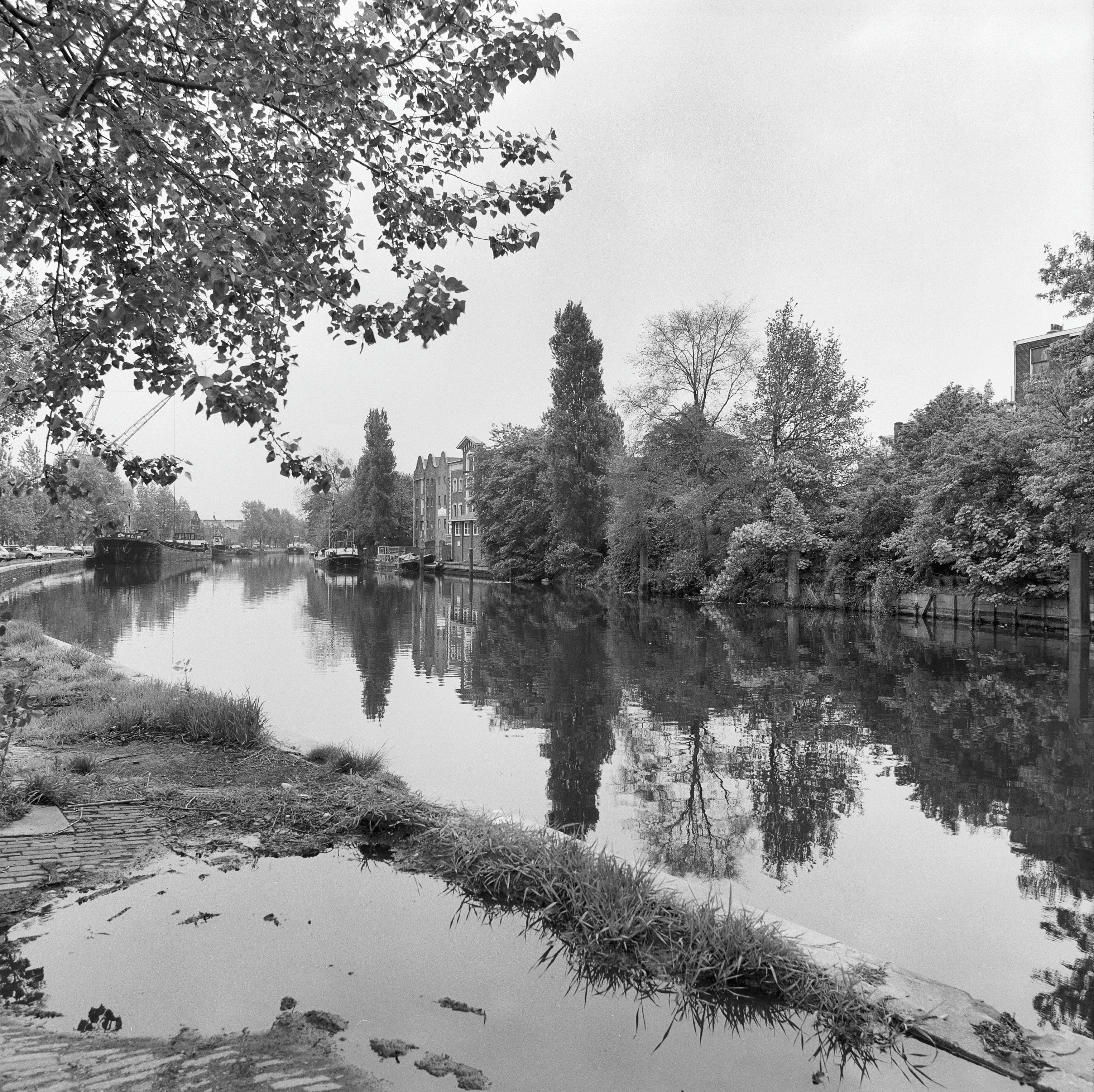
Overzicht Buitenhaven naar het zuiden (1982)
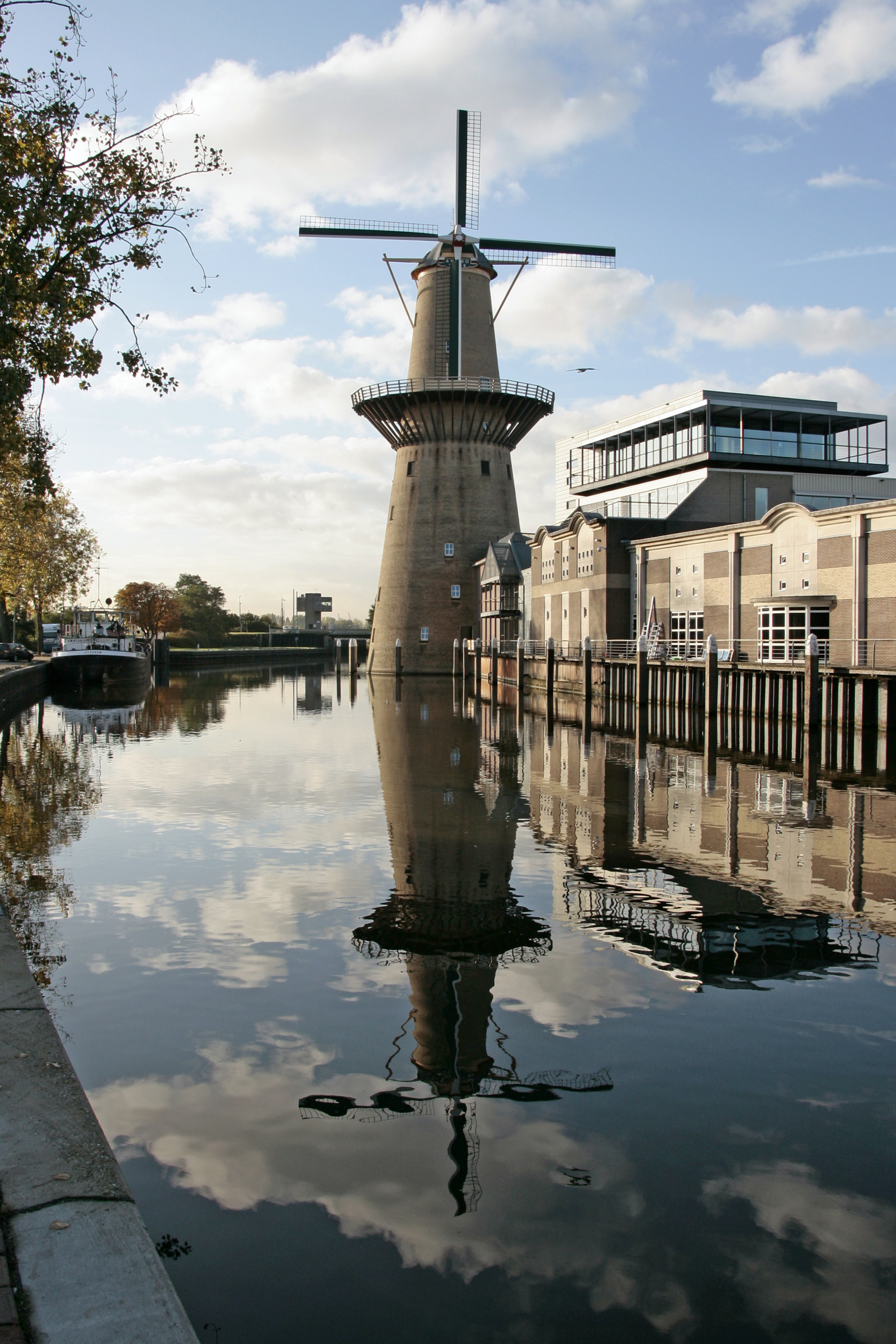
Noletmolen
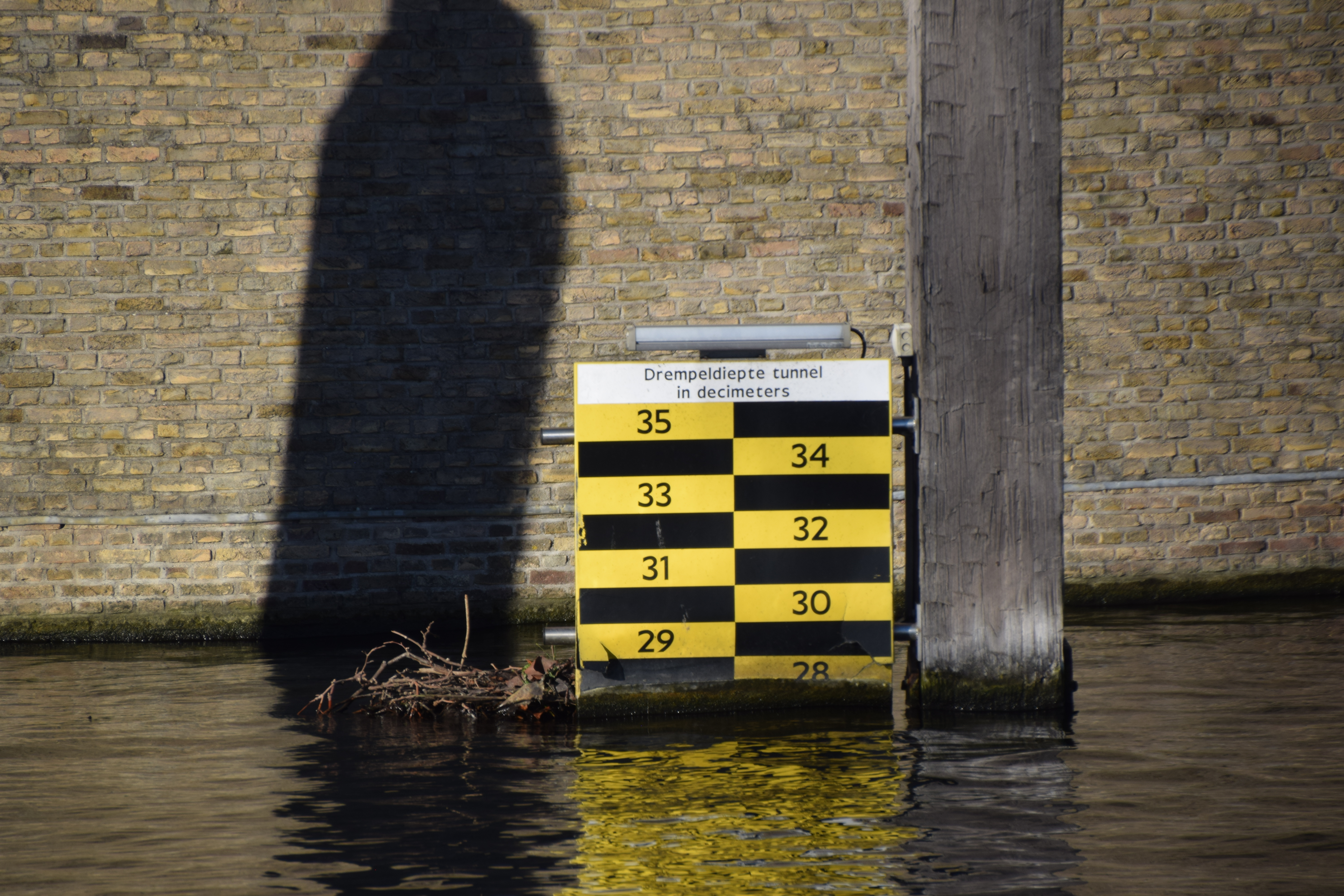
De peilschaal die de drempeldiepte aangeeft voor de tunnel onder de Buitenhaven

Buitenhaven · Korte Haven · Lange Haven · Nieuwe Haven · Spuihaven · Voorhaven · Vijfsluizerhaven · Wilhelminahaven · Wiltonhaven